# Vójtoga
Vójtoga (ruso: Во́хтога) es un asentamiento de tipo urbano de Rusia, ubicado en el ókrug municipal de Griázovets de la óblast de Vólogda.
En 2023, el asentamiento tenía una población de 5425 habitantes. Se ubica unos 40 km al este de Griázovets, junto al límite con la óblast de Kostromá.

## Historia
Tiene su origen en la vecina aldea homónima, cuya existencia en documentos se conoce desde el siglo XVII. El actual asentamiento de Vójtoga fue fundado como poblado ferroviario de dicha aldea, cuando en 1906 se abrió aquí una estación en la línea de ferrocarril de Vólogda a Viatka. Se desarrolló notablemente a partir de 1932, cuando se empezó a construir desde aquí un ramal de vía ancha para transportar hacia Moscú la madera de los bosques ubicados hacia el noreste de Vójtoga. El ramal llegó a construirse hasta 50 km al oeste de Nikolsk; al no haber otra conexión con la red general que la de Vójtoga, el poblado pasó a ser la sede administrativa de dicha línea de ferrocarril. Aunque inicialmente la madera se extraía para dar calefacción a Moscú, con el tiempo se abrió en Vójtoga una industria maderera, que actualmente es la base de la economía local.
Perteneció al raión de Lezha hasta 1959, cuando dicho territorio se integró en el actual raión de Griázovets. En 1960, el poblado ferroviario adoptó el estatus de asentamiento de tipo urbano, ya que en los años siguientes se abrió a las afueras de Soligálich una de las principales fábricas de cal de Rusia, y se decidió transportarla a través del ramal ferroviario de Vójtoga. En el momento de la disolución de la Unión Soviética, el asentamiento llegó a tener casi ocho mil habitantes. Antes de que el raión de Griázovets se constituyera como ókrug municipal en 2022, Vójtoga era sede de un ayuntamiento urbano, que incluía como pedanías 47 localidades rurales, de las cuales solamente doce superan los cincuenta habitantes: los posiolki de Vostrogski, Istopny y Kámenka, los jutorá de Glubókoye y Karguinó, el pueblo (seló) de Demiánovo y las aldeas (derevni) de Tarásovo, Chujaritsa, Vójtoga, Aksiónovo, Dresvishche y Putílovo.